# Fondazione Giorgio Cini

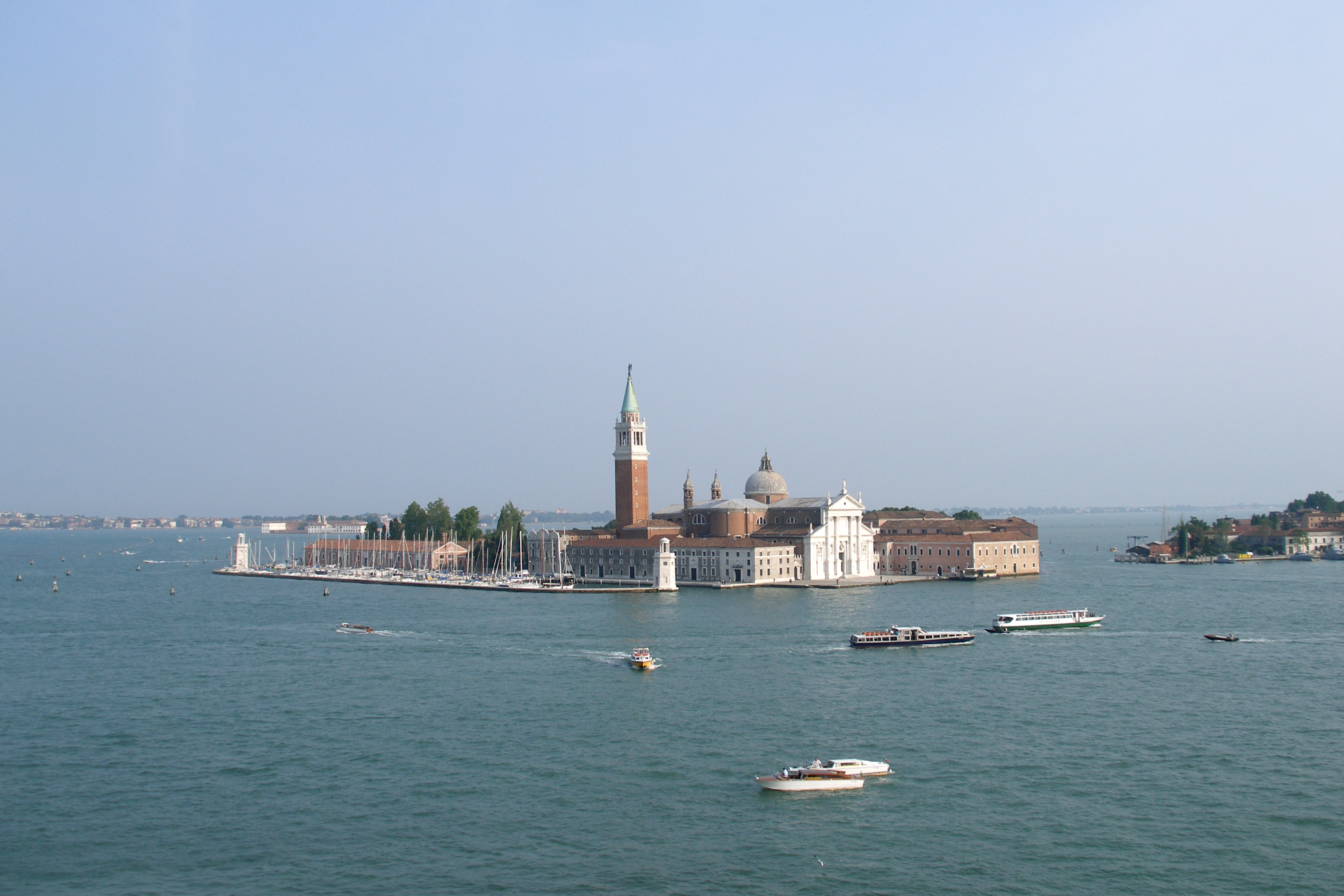
Die Insel San Giorgio Maggiore mit der Cini-Stiftung

Die Fondazione Giorgio Cini ist eine am 20. April 1951 gegründete Stiftung auf der Insel San Giorgio Maggiore in Venedig. Ihr Name erinnert an den 1949 bei einem Unfall ums Leben gekommenen Giorgio Cini, Sohn des Industriellen Vittorio Cini.

## Geschichte, Gliederung, Aufgaben
Die ursprüngliche Idee der Stiftung war es, das seit Napoleon säkularisierte und rund eineinhalb Jahrhunderte vom Militär genutzte Benediktinerkloster wiederherzustellen und Studien zur Kultur Venedigs zu fördern. Dazu entstand die Scuola di San Giorgio per lo studio della Civiltà Veneziana. Diese wiederum besteht, angeregt von den angelsächsischen Institutes for Advanced Studies, aus vier Instituten, dem Istituto di Storia dell’Arte (Kunstgeschichte, seit 1954), dem Istituto per la Storia della Società e dello Stato Veneziano (Geschichte der venezianischen Gesellschaft und des Staates, seit 1955), dem Istituto di Storia delle Lettere, della Musica e del Teatro (Geisteswissenschaften, Musik, Theater, seit 1957), und dem Istituto Venezia e l’Oriente (Venedig und der Orient, seit 1958).
1978 wurde das Istituto Italiano Antonio Vivaldi Teil der Stiftung. 1985 lösten sich die Musikwissenschaften aus dem größeren Institutsverband der Lettere und bildeten ein eigenes Institut. 1999 wurde das Istituto Interculturale di Studi Musicali Comparati in die Stiftung inkorporiert. 2002 erhielt das Istituto Venezia e l'Europa, das zuvor dem mit Venedig und dem Orient befassten Institut angehörte, Selbstständigkeit und 2003 erhielt entsprechend die Musikwissenschaft unter dem Namen Centro di ricerca sulle fonti documentali della vita musicale europea Eigenständigkeit. Ein ähnliches Institut für die Theaterwissenschaften, das Centro studi per la ricerca documentale sul teatro e il melodramma europeo, entstand 2007.
Außerdem wurden die Gebäude auf der Insel umfassend restauriert. So wurden die Bibliothek Baldassare Longhenas, der Speisesaal von Giovanni Buora und der Kreuzgang Andrea Palladios, sowie der Kreuzgang von Giovanni Buora aus der Mitte des 15. Jahrhunderts restauriert. Der Konvent entstand 982, die Kirche selbst stammt von Palladio und wurde 1566 bis 1583 errichtet. Der Glockenturm wurde 1791 neu gebaut, nachdem der Turm des 16. Jahrhunderts abgerissen worden war. Partiell aus dem Material, das bei den Restaurierungsarbeiten anfiel, entstand 1952 ein Amphitheater mit 1.484 Sitzen, das Teatro Verde. Dort fanden 1999 bis 2003 im Rahmen der Biennale Tanzaufführungen statt.
Die heute in der Cini-Stiftung stattfindende Forschungsarbeit bedient sich der Bibliothek des Hauses und ihrer rund 160.000 Bände, einer Manuskript- und Kunstsammlung, sowie zahlreicher Kopien von Archivalien vor allem des Staatsarchivs Venedig. Es existieren Abteilungen für Geschichte, Musik, Theaterwissenschaften und Kunst. Im Gabinetto Disegni befinden sich zahlreiche Zeichnungen, darunter von Giambattista Pittoni. Die Stiftung führt Ausstellungen, Konzerte und internationale Kongresse durch.

## Periodika, Stipendien, Präsidenten
Veröffentlicht werden Ausstellungskataloge, Periodika wie die Saggi e memorie di Storia dell'arte oder Acoustical Arts and Artifacts (AAA), die Studi Veneziani oder Arte veneta.
Das Institut vergibt Stipendien, etwa im Rahmen des  Corso di Civiltà Italiana “Vittore Branca”, benannt nach dem langjährigen Generalsekretär und Präsidenten der Cini-Stiftung. 2009 wurde die Nuova Manica Lunga im Beisein von Honoratioren wie Bürgermeister Massimo Cacciari eröffnet, die nach vier Jahren Bauzeit einen erheblichen Ausbau der Bibliothek gestattete.
Präsident im ersten Jahr der Stiftung war Nino Barbantini. Ihm folgte für die nächsten 23 Jahre Angelo Spanio (1953–1976), dann Bruno Visentini bis 1995. Wiederum folgten die kurzen Amtszeiten von Vittore Branca und Feliciano Benvenuti. Branca war allerdings bereits von 1953 bis 1988 Generalsekretär. Ihm folgte Renzo Zorzi von 1988 bis 2001. Seit 1999 ist Giovanni Bazoli Präsident, Pasquale Gagliardi seit 2002 Generalsekretär.